# Иславин, Владимир Александрович
Влади́мир Алекса́ндрович Исла́вин (1818—1895) — член Совета министра земледелия и государственных имуществ. Переписывался с Л. Н. Толстым.

## Биография
Родился 29 ноября (11 декабря) 1818 года — внук графа Петра Васильевича Завадовского, внебрачный сын его дочери Софьи Петровны и будущего декабриста Александра Михайловича Исленьева (1794—1882) — дед (по матери) Софьи Андреевны Толстой.
С 22 сентября 1841 года состоял на государственной службе. По поручению Министерства государственных имуществ в 1844 году в течение полугода изучал жизнь ненцев от реки Мезени до Уральского хребта на Север России, чтобы «сделать предположения об устройстве этого народа на будущее время во всех отношениях». Результатом поездки стала книга «Самоеды в домашнем и общественном быту» (1847. В 1846 году получил звание камер-юнкера.
Долгое время был членом Совета министра земледелия и государственных имуществ. В 1860 году был произведён в действительные статские советники; в 1861 году получил звание камергера, с 27 марта 1866 года — тайный советник, с 21 апреля 1891 года — действительный тайный советник. От министерства земледелия и государственных имуществ был членом Управления казёнными железными дорогами.
Имел 3000 десятин земли в Самарской губернии.
Умер 27 мая (8 июня) 1895 года. Похоронен на кладбище петербургского Воскресенского Новодевичья монастыря.
С детства дружил с Л. Н. Толстым, который в 1852 году описал своего друга в повестях «Детство» и «Отрочество» в лице Николеньки Иртеньева.

## Награды
- орден Св. Владимира 3-й ст. (1858)[4]
- орден Св. Станислава 1-й ст. (1863)
- орден Св. Анны 1-й ст. (1869)
- орден Св. Владимира 2-й ст. (1875)
- орден Белого орла (1883)
- турецкий орден Меджидие 2-й ст. (1858)

## Семья
Был женат на Юлии Михайловне Кирьяковой (1839—1919). Их дети:
- Любовь (1863 — не ранее 1935) — в 1913—1917 годах была фрейлиной княгини Елены Петровны[5].
- Михаил (1864—1942)
- Лев (1866—1934)
- Александр (1870—1936)